# Carionia
Carionia é um género botânico pertencente à família Melastomataceae.